# 22-Pistepirkko

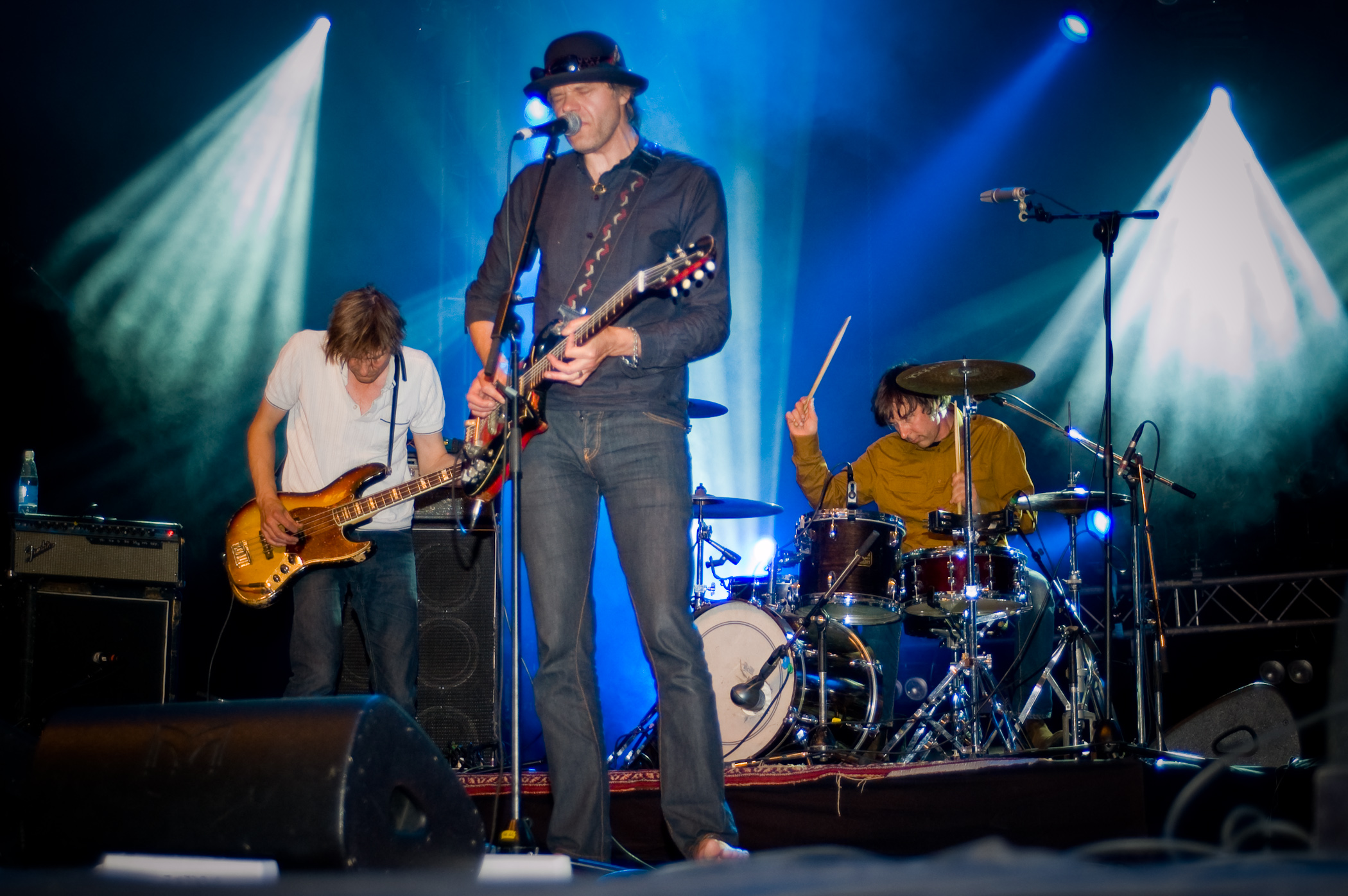
22-Pistepirkko in 2008

22-Pistepirkko (pistepirkko is Fins voor citroenlieveheersbeestje) is een Finse rockband.
De groep werd opgericht in 1980 in Utajärvi (Noord-Finland) en bestaat uit de broers Asko, P.K. Keränen en Esa (Espe) Haverinen. De eerste invloeden kwamen vooral uit de garagerock en psychedelische rock van eind jaren 60. De eerste ep (1983) en het eerste album (1984) waren nog in het Fins gezongen; daarna schakelde de groep over op het Engels.
De band heeft in de loop van haar bestaan elementen geput uit veel stijlen zoals rock, punk en elektronische muziek en heeft deze geïnternaliseerd in de eigen sound, die door veel critici dan ook eigenzinnig en herkenbaar wordt genoemd. 
De platen van 22-Pistepirkko zijn nooit commerciële successen geweest; daar staat tegenover dat de band een grote en trouwe internationale cultaanhang heeft. De groep trad op over de hele wereld, onder andere op Roskilde en op Lowlands.

## Discografie
- Piano, Rumpu ja Kukka (1984)
- The Kings of Hong Kong (1987)
- Bare Bone Nest (1989)
- Big Lupu (1992)
- Rumble City, LaLa Land (1994)
- Zipcode (1996)
- Eleven (1998)
- Downhill City (1999)
- Rally of Love (2001)
- The Nature of 22-Pistepirkko (2002)
- Drops & Kicks (2005)
- (Well You Know) Stuff is like we yeah! (2008)
- Lime Green Delorean (2011)